# Kim Hellberg
Kim Alexander Hellberg (* 1. Februar 1988 in Norrköping) ist ein schwedischer Fußballtrainer.

## Sportlicher Werdegang
Als Spieler kam Hellberg nicht über den Amateurbereich hinaus und machte seine ersten Erfahrungen als Spielertrainer beim Siebtligisten Kimstad GoIF, mit dem er 2011 Staffelsieger wurde. Ab 2013 war er für den Siebtligisten Kuddby IF tätig, den er innerhalb von drei Jahren in die Fünftklassigkeit führte.
2017 übernahm Hellberg den Cheftrainerposten beim in der viertklassigen Division 2 antretenden IF Sylvia. In seinem zweiten Jahr beim Klub schaffte er den Sprung in die drittklassige Division 1, mit dem er in der Spielzeit 2019 als Tabellenneunter der Nordstaffel den Klassenerhalt schaffte. Im Januar 2020 holte ihn der Erstligist IFK Norrköping, Kooperationspartner von IF Sylvia, als Assistenztrainer in den Trainerstab. Unter Cheftrainer Jens Gustafsson belegte er mit der Mannschaft am Ende der Spielzeit 2020 den sechsten Tabellenplatz. Kurze Zeit später demissionierte Gustafsson, Rikard Norling wurde der Nachfolger. Am Ende der Vorbereitung auf die folgende Spielzeit verlängerte Hellberg seinen Vertrag um zwei Jahre.
Im Dezember 2021 übernahm Hellberg seinen ersten Cheftrainerposten, als er vom Aufsteiger als Nachfolger des als Chefscout von Malmö FF abgeworbenen Robin Asterhed verpflichtet wurde. Er unterzeichnete beim Liganeuling einen Zwei-Jahres-Vertrag. Der Klub, der den Durchmarsch aus der Division 1 geschafft hatte, wurde als größter Abstiegskandidat gehandelt, erreichte jedoch unter Hellberg in der Spielzeit 2022 mit 20 Punkten Vorsprung auf einen direkten Abstiegsplatz und sechs Punkten Vorsprung auf den Barrageplatz den Klassenerhalt. In der folgenden Saison reüssierte er mit dem Klub in der oberen Tabellenhälfte und verpasste als Tabellenfünfter die Europapokalqualifikation nur knapp. Daraufhin wurde er neben Jimmy Thelin von IF Elfsborg und Meistertrainer Henrik Rydström von Malmö FF als Trainer des Jahres nominiert. Kurz nach Saisonende verkündete er zudem, den auslaufenden Vertrag nicht verlängern zu wollen.
Mitte Dezember 2023 verkündete Hammarby IF die Verpflichtung Hellbergs als neuen Cheftrainer. Beim Stockholmer Klub unterzeichnete er als Nachfolger des im Herbst zu den Queens Park Rangers gewechselten Martí Cifuentes und der Interimslösung Ábel Lőrincz einen Drei-Jahres-Kontrakt.
Hellberg ist Sohn des langjährigen Trainers Stefan Hellberg, der bei IFK Norrköping lange Zeit in der Jugendarbeit und als Trainerassistent tätig war, aber auch kurzzeitig die Wettkampfmannschaft verantwortete. Zeitweise gehörten sie zusammen zum Trainerstab des Klubs.